# Archivo Capitular de Mallorca
El Archivo Capitular de Mallorca (ACM) es el archivo de la Catedral de Mallorca. Conserva toda la documentación generada por el Cabildo de Mallorca en el ejercicio de sus funciones, desde el siglo XIII hasta la actualidad. Conserva más de 6000 pergaminos y 5000 libros de archivo, además de otro tipo de documentación. En el Archivo se conservan códices de gran valor, como el Llibre de la Cadena o el Llibre Groc, pero también series fundamentales para el estudio de la Catedral como son las actas capitulares —actas de las reuniones del Cabildo— o los libros de fábrica, que documentan la obra de la Catedral. Además de documentación referente a la administración, gobierno y liturgia de la Catedral cabe destacar que en el Archivo Capitular de Mallorca se conserva documentación relativa a la vida civil de Mallorca, como son los libros de protocolos notariales de los siglos XIV al XVIII, información sobre herencias de familias nobles y documentación diversa sobre predios, alquerías y lugares de Mallorca después de la Conquista. Finalmente, también alberga el fondo musical de la Catedral.

## Misión
Según la carta de servicios del Archivo, su misión es «recoger, conservar y difundir el patrimonio documental de la Catedral de Mallorca, entendiendo como tal toda la documentación, actual o histórica, en cualquier tipo de soporte, producida o recibida por el Cabildo en el ejercicio de sus funciones».

## Historia
La historia del Archivo comienza con la construcción de la Catedral y con la creación del Cabildo de canónigos. Aunque el Archivo nace en el mismo momento en que el Cabildo crea el primer documento, la reagrupación de todos los documentos en un mismo espacio físico no se produce hasta el 1526. Inicialmente los documentos estaban disgregados por las sacristías de las capillas. El año 1526 todos los documentos se reunieron en la sacristía mayor; y cuatro años más tarde, el 1530, el obispo Rodrigo Sánchez del Mercado ordenó la construcción de unas dependencias dedicadas a archivo. El canónigo Jeroni Milia fue elegido primer canónigo archivero y, desde entonces y de forma casi ininterrumpida, un miembro del Cabildo ha ostentado el cargo de canónigo archivero.

## Catálogo
El Archivo fue catalogado por el canónigo archivero Josep Miralles Sbert (quien posteriormente fue nombrado obispo) entre los años 1896-1901. El canónigo dividió la documentación en 3 grandes grupos:
- Libros manuscritos: 5.167 unidades.[1]
- Cuadernos y papeles sueltos: 2.948 unidades en 320 cajas.[3]
- Pergaminos: 6.087 unidades.[1]

Entre los años 1936 y 1943 el catálogo de fichas se pasó a formato libro, editándose una publicación en 3 volúmenes, que facilitaba la consulta. Actualmente se ha publicado un CD con este catálogo en formato libro digitalizado. En este CD, que se puede conseguir en el mismo Archivo, los investigadores encontrarán un documento en formato PDF para cada uno de los volúmenes en papel originales. De esta manera ya no es necesario que los investigadores se desplacen al Archivo para consultar el catálogo en papel, sino que lo pueden hacer desde sus casas. Además, con este CD no sólo se facilita el acceso sino también la recuperación de información, ya que se pueden hacer búsquedas automáticas a través de la opción de búsqueda del lector de PDF.

## Series
| SERIE                          | FECHAS EXTREMAS  |
| ------------------------------ | ---------------- |
| Aniversarios                   | 1377-1863        |
| Clavaría                       | 1377-1863        |
| Limosnas                       | 1420-1863        |
| Sacristía                      | 1389-actualidad  |
| Actas capitulares              | 1299-actualidad  |
| Correspondencia                | 1823-1895        |
| Fábrica                        | 1327-1740        |
| Distribuciones                 | 1400-1892        |
| Ochenos                        | 1444-1849        |
| Cuentas                        | 1344-1574        |
| Mesa capitular                 | 1400-1821        |
| Mesa episcopal                 | 1587-1801        |
| Porción temporal               | 1325-1813        |
| Cofradías                      | 1495-1731        |
| Plomos                         | 1837-1874        |
| Misas                          | 1719-1890        |
| Depositaría                    | 1796-1837        |
| Cabreos, códices y repertorios | Siglo XIII-XVIII |
| Libros sacramentales           | 1500-actualidad  |
| Herencias y mandas pías        | 1435-1781        |
| Protocolos notariales          | 1314-1717        |
| Porción del real patrimonio    | 1350-1694        |